# La escuela pagana
«La escuela pagana» (en francés: L'École païenne) es un ensayo del escritor francés Charles Baudelaire. Publicado por primera vez en 1852, es crítico con el neopaganismo de su época, que existía de forma explícita entre los partidarios de la Revolución francesa de 1848. Desde este punto de partida, Baudelaire criticó una tendencia más amplia de lucha por la belleza material y el placer sensorial, que dijo que dejaría a las personas insatisfechas y dificultaría el mantenimiento de las relaciones. Argumentó en oposición al arte que es agradable a la vista y pidió un arte y una literatura feos, cómicos y en sintonía con la ciencia y la filosofía.
«La escuela pagana» está en línea con la aversión de Baudelaire a los puntos de vista panteístas y contiene un rechazo específicamente moderno del clasicismo. Aborda la idea moderna del dios Pan como encarnación del impulso revolucionario, que Baudelaire consideraba artificial. El ensayo ha sido interpretado en relación con el movimiento del arte por el arte, la iconoclasia moderna y las conexiones entre religión, arte y política.

## Resumen

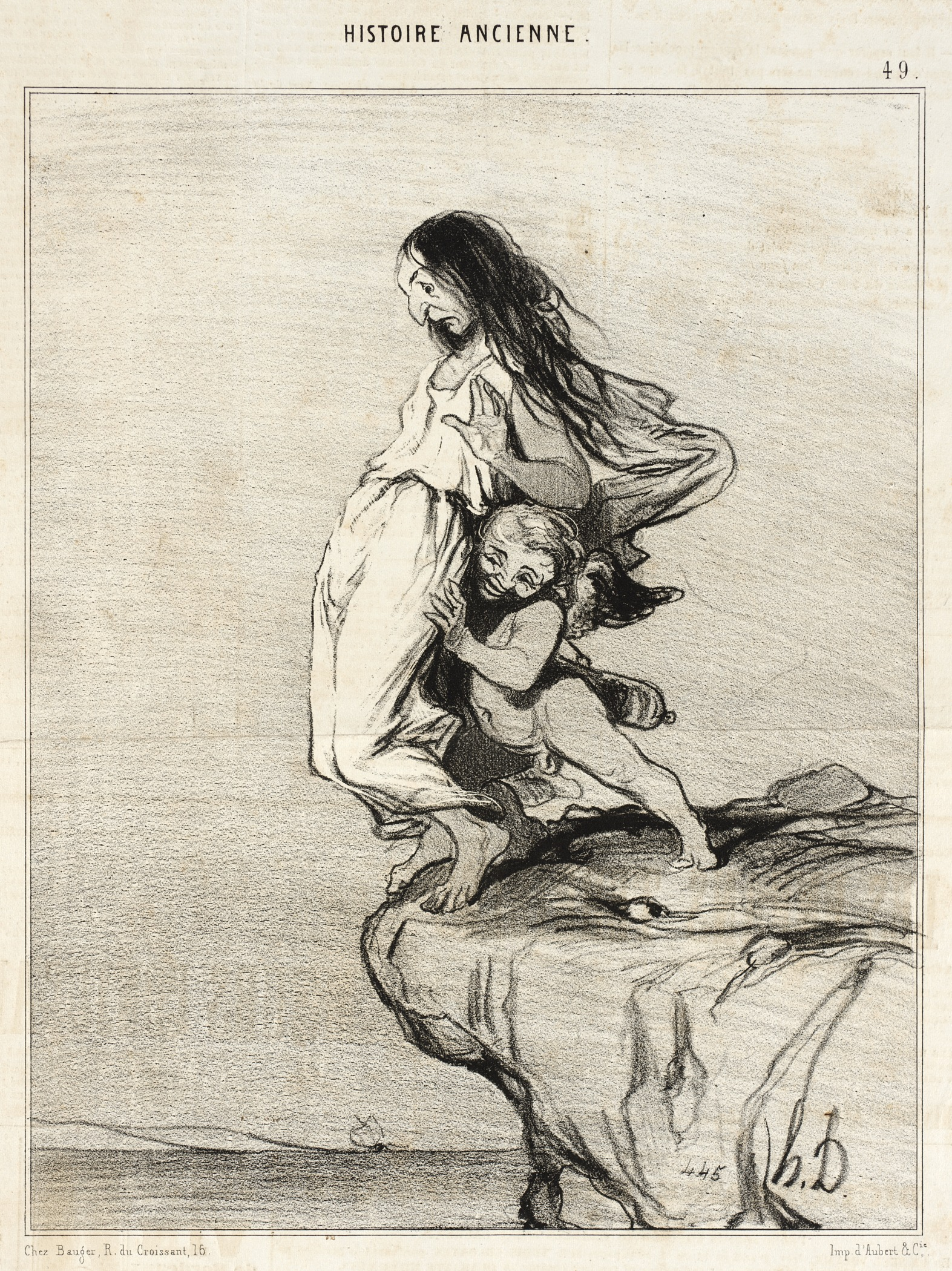
Baudelaire prefirió las visiones cómicas de la historia antigua de Honoré Daumier y describió a Safo (retratada aquí por Daumier) como una «patrona de mujeres histéricas».

Charles Baudelaire abrió «La escuela pagana» con una anécdota de un acto de celebración de la Revolución francesa de 1848, donde conoció a un joven que brindó por Pan y atribuyó la revolución a este dios. A la pregunta de Baudelaire, el hombre se identificó como pagano y dijo que el paganismo estaba regresando después de haber sido oscurecido temporalmente por el cristianismo. Dijo que había visto la mirada real de Juno a través de una actriz que la interpretó en el escenario. Baudelaire describió al hombre como parte de una tendencia de neopaganos que habían leído demasiado a Heinrich Heine y habían llegado a resentirse con los cristianos mientras evocaban dioses antiguos y celebraban la belleza. Según Baudelaire, atribuirían los problemas sociales a la falta de belleza del cristianismo. Usó la serie de grabados de Honoré Daumier L'Histoire ancienne (1842-1843), que utilizó material de la antigüedad de manera cómica y fea, como un contraejemplo positivo.
Para Baudelaire, la evocación de los dioses parecía inofensiva, pero en la búsqueda de significado en la belleza material y el placer sensorial vio un gran peligro. Estéticamente, produjo pastiches sin valor, porque desestimó la pasión y la razón. No dejaba espacio para la mejora, porque negaba los logros anteriores del cristianismo y la filosofía. Al rodearse de artes plásticas, la gente se arriesgaba a perder la capacidad de apreciar otras cosas además de la belleza; Baudelaire argumentó que un hombre que creció rodeado de estímulos sensoriales estaría perpetuamente insatisfecho, haría infelices a otras personas y probablemente moriría a una edad temprana, porque carecería de razón y no podría disfrutar de actividades honestas. Sería incapaz de tener relaciones fructíferas y, como máximo, apreciaría a otros humanos como formas.
Baudelaire argumentó que estar absorbido por el arte borra las nociones de justo y verdadero y conduce a la frialdad y al orgullo. Dijo que entendía la iconoclasia, el aniconismo islámico y la condena de Agustín de Hipona al placer visual excesivo. Condenó a las personas que se acercaban a la caridad a través de la estética y el placer personal. Al final de «La escuela pagana», abogó por una literatura que esté en buenos términos con la ciencia y la filosofía, porque la alternativa es «homicida y suicida».

## Publicación
«La escuela pagana» se publicó por primera vez el 22 de enero de 1852 en la revista La Semaine théâtrale. Una traducción al inglés de Lois Boe Hyslop y Francis E. Hyslop se incluyó en el volumen Baudelaire as a Literary Critic (1964).

## Análisis y recepción
El ataque de Baudelaire a la «escuela pagana» estaba relacionado con su aversión general al patetismo, el lirismo rural y las visiones del mundo que ven algo sagrado en la naturaleza, que en una carta a Fernand Desnoyers descartó como la creencia en «vegetales santificados». La referencia a Heine se debió a obras como el libro en francés De l'Allemagne (1834), donde Heine promovía el panteísmo como «la santificación de la naturaleza y la reintegración del hombre a sus derechos divinos». El historiador de la literatura Michel Brix dice que los principales objetivos de «La escuela pagana» fueron Gérard de Nerval, Théophile Gautier y Heine. Los eruditos literarios J. A. Hiddleston y Edward K. Kaplan dicen que se trata del movimiento del arte por el arte.
Brix usa «La escuela pagana» para complicar la recepción del romanticismo francés, que generalmente se ve como un alejamiento de las influencias griegas y romanas. Hiddleston dice que Baudelaire no necesariamente pensó que estaba mal usar temas antiguos, pero rechazó la copia de modales que estaban en desacuerdo con el espíritu de la modernidad. El teólogo George Pattison escribe que el rechazo específicamente moderno del ensayo al clasicismo destaca la compleja relación entre la iconoclasia cristiana y secular o nihilista. Según Pattison, «La escuela pagana» muestra «cómo el espíritu del segundo mandamiento ha tenido un impacto en la cultura occidental que no puede limitarse a la estrecha forma puritana de hostilidad hacia las imágenes».

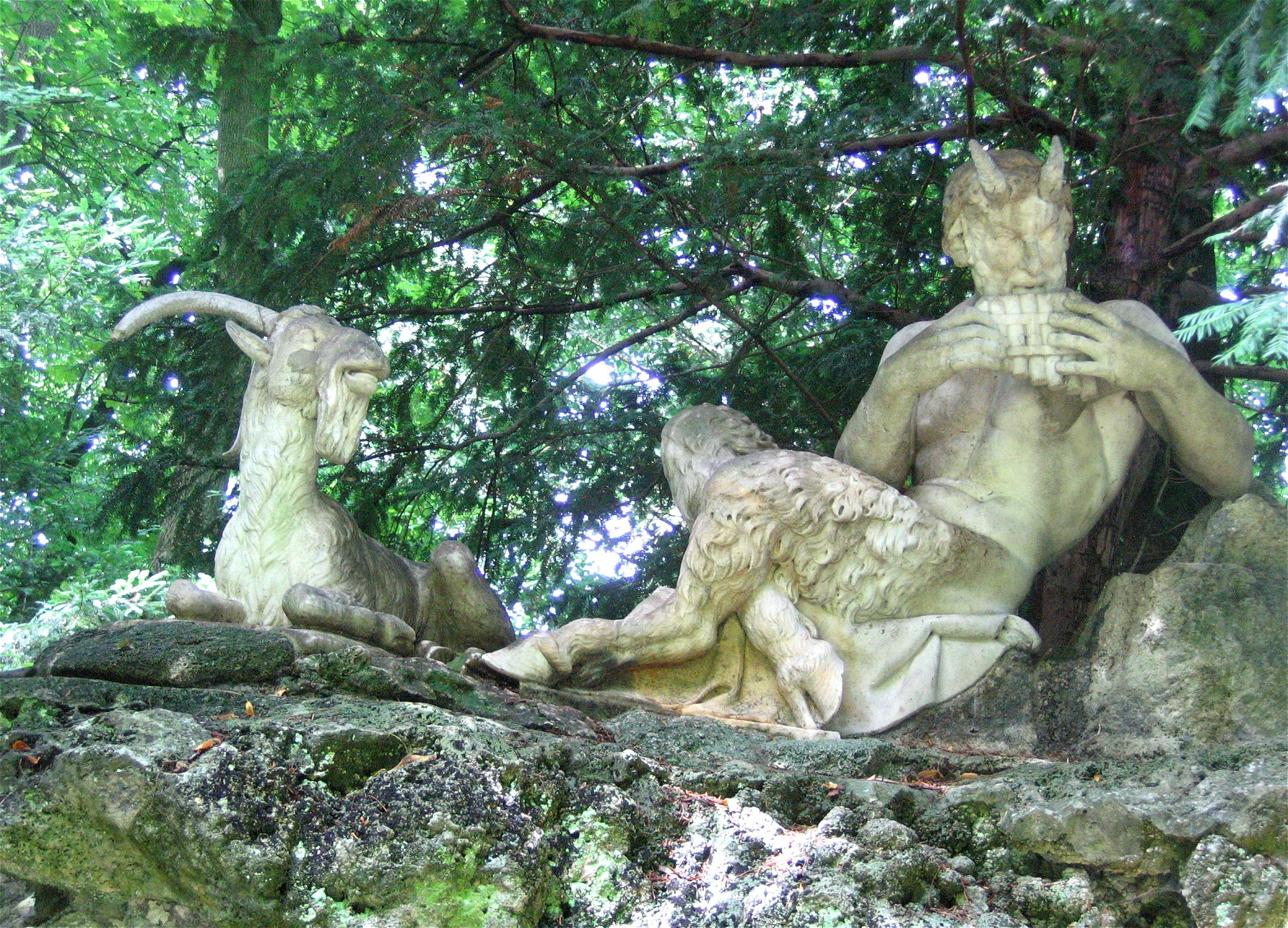
El grupo Pan (1815) de Peter Simon Lamine, Parque del Palacio de Nymphenburg.

En los escritos políticos y culturales del siglo XIX, el dios Pan a menudo encarnaba el panteísmo y el espíritu de revolución. Baudelaire lo evoca en el poema «La Muse malade» de Las flores del mal, donde representa un vigor positivo y antiguo. Cuando escribió «La escuela pagana», Baudelaire estaba desilusionado con esta imaginería y la consideraba artificial y desconectada del impulso de los movimientos populares reales. Escribió que el joven neopagano «hablaba del dios Pan como si fuera el prisionero de Santa Elena», lo que es una referencia a Napoleón Bonaparte, a quien apodaron Grand Pan (tdl. ‘Gran Pan’).
El diálogo con el neopagano hace referencia al De Defectu Oraculorum (tdl. ‘Sobre la decadencia de los oráculos’) de Plutarco, texto que aborda la posibilidad de la mortalidad entre los dioses, y contiene una anécdota donde una voz misteriosa anuncia que Pan había muerto. Cuando Baudelaire aludió a esto, el joven dijo que Pan estaba vivo, argumentó que el paganismo contenía «las verdaderas doctrinas» pero que el cristianismo las había oscurecido y que «salvaría al mundo». La erudita de estudios franceses Susan Blood conecta esto con una técnica en la exégesis cristiana, donde los dioses y los mitos de otras religiones son vistos como prefiguraciones del cristianismo, haciéndolos viejos y obsoletos una vez que el cristianismo ha llegado. El neopagano en «La escuela pagana» usó una exégesis alternativa donde el paganismo es eternamente joven y el cristianismo es el resultado de la corrupción y, por lo tanto, viejo. Blood dice que al invertir la técnica cristiana de la prefiguración, el neopagano agregó características cristianas a Pan y, por lo tanto, no abolió por completo a Jesús, sino que usó sus características para «completar» a Pan. Blood dice que «La Muse malade» alude de manera similar al cristianismo a través de su descripción de Pan como «le seigneur des moissons». (tdl. ‘el señor de la cosecha’).
El crítico inglés George Saintsbury llamó «La escuela pagana» notable y dijo que destaca la capacidad de Baudelaire para ver un tema desde múltiples lados. Una breve anécdota en el ensayo sobre un hombre que le dio una moneda falsa a un mendigo se convirtió más tarde en el poema en prosa de Baudelaire «La falsa moneda».

### Citas
1. ↑  Baudelaire, 1964, p. 75.
2. ↑  Baudelaire, 1964, p. 77.
3. 1 2 3  Cervoni, 2019, p. 120. Citas originales: «légumes sanctifiés»; «la sanctification de la nature et la réintégration de l'homme dans ses droits divins».
4. ↑  Baudelaire, 1964, pp. 71–77.
5. 1 2  Brix, 1995, pp. 120–129.
6. ↑  Hiddleston, 2005, p. 136.
7. ↑  Kaplan, 2005, p. 88.
8. ↑  Hiddleston, 2005, pp. 136–137.
9. ↑  Pattison, 2009, pp. 21–22.
10. ↑  Pattison, 2009, p. 22.
11. 1 2 3  Juden, 1985, p. 35.
12. ↑  Juden, 1985, pp. 30, 39.
13. ↑  Baudelaire, 1964, p. 72.
14. ↑  Blood, 1997, pp. 187–188.
15. 1 2  Blood, 1997, p. 188.
16. ↑  Blood, 1997, pp. 188–189.
17. ↑  Saintsbury, 1892, pp. 231–232.
18. ↑  Lloyd, 2005, p. 166.